# Lars Roberg
Lars (Laurentius) Roberg est un médecin et chercheur en anatomie suédois, né à Stockholm le 24 janvier 1664 et mort à Uppsala le 21 mai 1742.

## Biographie
En 1678, Lars Roberg est étudiant à l'Université d'Uppsala. En 1685, il s'embarque pour un long voyage qui le conduit en Allemagne, en France, en Grande-Bretagne et aux Pays-Bas. En 1689, il devient docteur en médecine à l'Université de Leyde. Après avoir enseigné l'anatomie à Stockholm, il finit par obtenir une chaire d'anatomie et de médecine pratique à Uppsala, en 1697. En 1700, dans un souci d'amélioration des formations médicales, il est à l'origine de la création d'une polyclinique dépendant de la faculté de médecine. En 1708, il fonde aussi le Nosocomium academicum, futur Centre hospitalier universitaire d'Uppsala,.
Lars Roberg a laissé de nombreux écrits scientifiques, notamment Lijkrevnings tavlor (le premier manuel d'anatomie suédois) en 1718, Characteres morborum en 1729, CLIII aphorismi chemici en 1733 et Artis chirurgicæ conspectus brevis en 1740. En 1715, il est aussi le premier à publier une description de fossiles suédois.
Lars Roberg était connu pour sa connaissance du latin et ses talents d'illustrateur. Il a aussi été l'un des professeurs des naturalistes Carl von Linné (1707-1778) et Peter Artedi (1705-1735),.